# Megumi Shigaki
Megumi Shigaki (志垣　めぐみ Shigaki Megumi; 21 januari 1974) is een triatlete en duatlete uit Japan. In 2002 werd ze Aziatisch kampioene op de duatlon.
Haar beste prestatie bij de triatlon is een derde plaats op het WK in Sado in een tijd van 6:40.41.

## Titels
- Aziatisch duatlon kampioene - 2002

## Belangrijke prestaties

### triatlon
- 1997:  Japans kampioenschap olympische afstand-  2:12.55
- 1998:  WK lange afstand op Sado - 6:40.41
- 2001: 7e WK lange afstand in Fredericia - 10:01.19
- 2001:  Strongman all Japan Triathlon - 8:46.55
- 2002:  Strongman all Japan Triathlon - 9:05.13
- 2002:  Japans nationaal Sprint kampioenschap in Murakami - 1:00.22
- 2004: 17e Amakusa International Triathlon - 2:11.39
- 2004:  Amakusa ITU International Triathlon - 2:05.57
- 2004: 4e triatlon - 2:21.28
- 2004: 9e ITU Bloemfontein International Triathlon - 2:09.33
- 2005: 27e Honululu triatlon - 2:18.51
- 2008: DNF Ironman Malaysia
- 2009: DNF Ironman Hawaï
- 2009: 57e overall Ironman Malaysia - 10:22.27

### duatlon
- 2002:  Aziatische kampioenschappen - 2:15.23

### atletiek
- 2000: 7e marathon van Honolulu - 2:46.23
- 2001: 6e marathon van Izumisano - 2:51.58
- 2005:  marathon van Otawara - 2:45.10